# Kopfgelenk

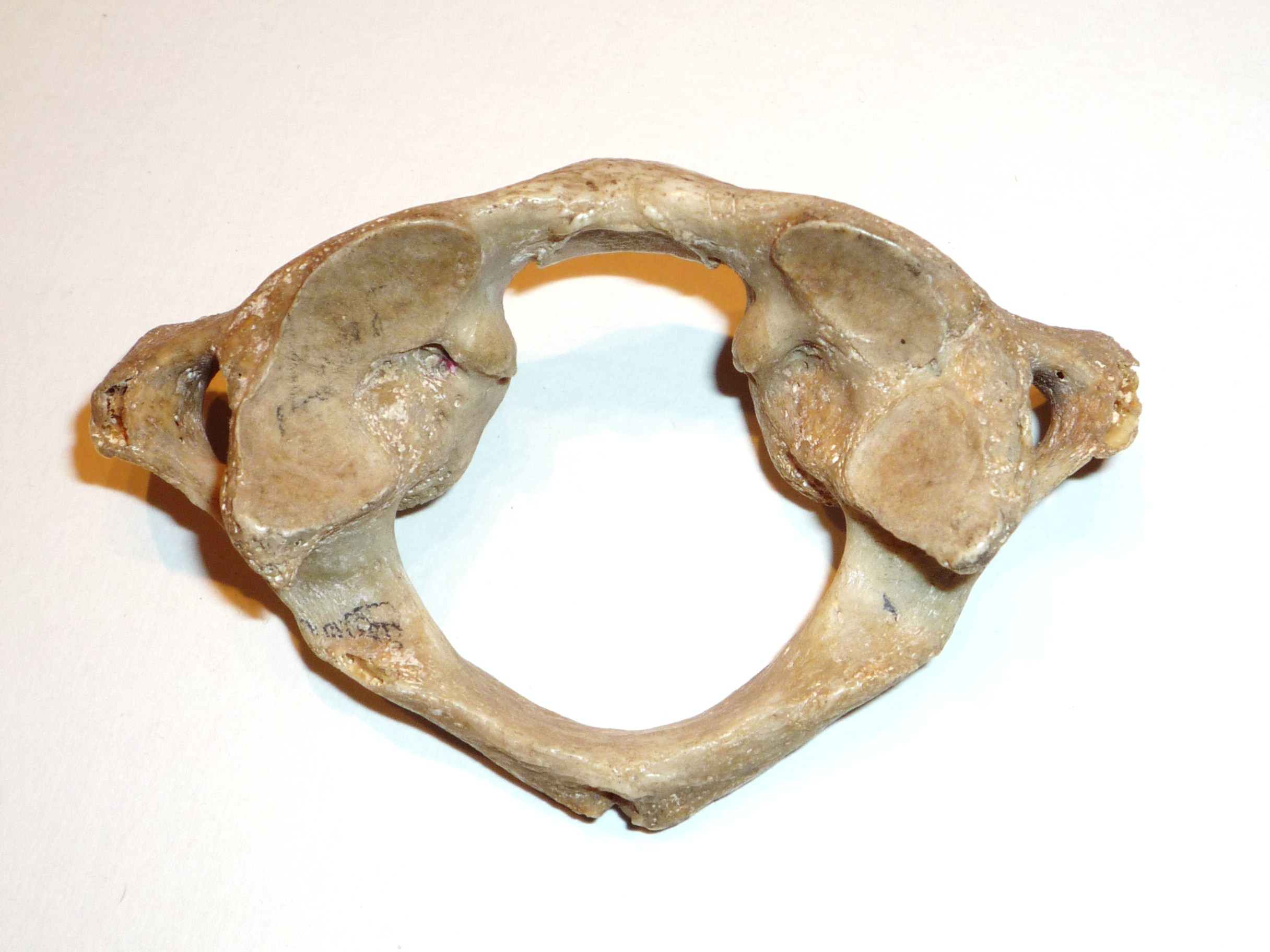
Die Gelenkflächen (Kondylen) des ersten Halswirbels (Atlas), auf denen die Schädelbasis aufliegt, und die entsprechenden Gelenkflächen auf der Unterseite der Schädelbasis gehören zusammen zum oberen Kopfgelenk.

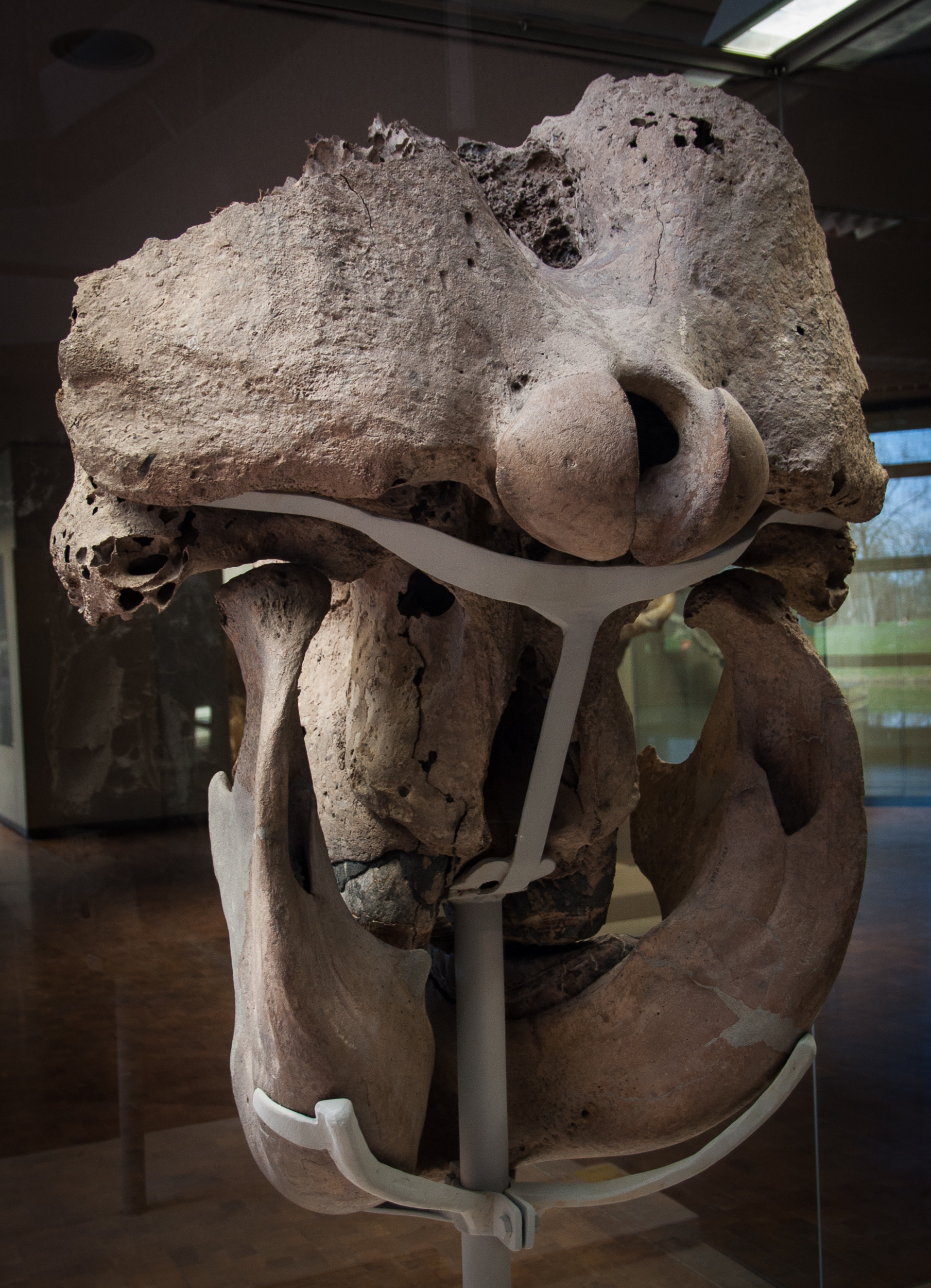
Kopfgelenk am Schädel eines Europäischen Waldelefanten

Als Kopfgelenke werden die Gelenke zwischen der Schädelbasis und dem ersten Halswirbel, dem Atlas (Atlanto-okzipital-Gelenk) sowie die Gelenke zwischen Atlas und dem zweiten Halswirbel, der Axis (Atlanto-axial-Gelenke) bezeichnet. Diese Gelenke bewirken zusammen mit der übrigen Halswirbelsäule die Beweglichkeit des Kopfes in den drei Raumebenen: transversal („drehen“), koronal („neigen“) und sagittal („nicken“). Umgangssprachlich wird dieser obere Bereich der Halswirbelsäule als „Genick“ bezeichnet.

## Oberes Kopfgelenk
Das obere Kopfgelenk oder Atlanto-okzipital-Gelenk (Articulatio atlantooccipitalis) liegt zwischen den beiden Kondylen des Hinterhaupts (Occiput) und der Fovea articularis cranialis des Atlas. Es handelt sich um ein Ellipsoidgelenk, das vorwiegend Streckung und Beugung, also Nickbewegungen ermöglicht (im Englischen daher auch als „Yes“-Joint, deutsch „Ja“-Gelenk bezeichnet). In geringerem Umfang sind auch Seitwärtsneigungen des Kopfes möglich.
Die Gelenkkapsel ist jeweils dorsal (rückenwärts) und ventral (bauchwärts) durch Membranen (Membrana atlantooccipitalis dorsalis und ventralis) verstärkt. Im Bereich der dorsalen Membran befindet sich ein größeres, nur durch diese Membran verschlossenes Loch zwischen beiden Halswirbeln. In diesem Bereich kann man mit einer Kanüle in den Subarachnoidalraum bzw. deren Erweiterung (Cisterna cerebellomedullaris) vordringen, um eine Punktion von Liquor cerebrospinalis (Gehirn-Rückenmarks-Flüssigkeit, Zerebrospinalflüssigkeit) durchzuführen. Außerdem kann man dort mit einem spitzen Gegenstand das Rückenmark zerstören („Genickstich“). Im Wirbelkanal verläuft über beide Kopfgelenke die Membrana tectoria, unter ihr liegt das Ligamentum cruciforme atlantis.

## Unteres Kopfgelenk
Die unteren Kopfgelenke oder Atlanto-axial-Gelenke (Articulatio atlantoaxialis) werden von Atlas und Axis gebildet. Es gibt folgende Gelenke:
- Articulatio atlantoaxialis mediana: Der Wirbelkörper des Axis wird nach oben (kranial) durch einen zapfenförmigen „Zahn“ (Dens axis) fortgesetzt, der entwicklungsgeschichtlich vom Atlas stammt. Dieser Zahn bildet mit seiner Facies articularis anterior in der Zahngrube des Atlas (Fovea dentis) ein so genanntes Rad- oder Zapfengelenk (Articulatio trochoidea). Weiterhin artikuliert der Dens axis mit seiner Facies articularis posterior mit dem Ligamentum transversum atlantis, das ihn auch gleichzeitig gegen rückwärts gerichtete Bewegungen sichert. Auf der Oberfläche des Bandes finden sich Auflagerungen von Faserknorpelzellen, die einen Rückschluss auf einen gelenkigen Kontakt mit dem Dens axis zulassen. Das Band liegt dorsal vom Dens und ist an den beiden Massae laterales des Atlas befestigt.
- In der Articulatio atlantoaxialis lateralis stehen Atlas und Axis über die unteren und oberen Gelenkflächen der Gelenkfortsätze (Processus articulares) in Verbindung.

Diese Gelenkabschnitte werden von einer gemeinsamen Gelenkkapsel umschlossen und durch mehrere weitere Bänder fixiert. Um den Dens des Axis werden vorwiegend Drehbewegungen wie beim Kopfschütteln („No-joint“, „Nein“-Gelenk) ausgeführt. Das Zapfengelenk am Dens ermöglicht 20°–30° Rotation zu jeder Seite. Etwa 70 % der Kopfdrehung geschieht in diesem unteren Kopfgelenk, der Rest in der übrigen Halswirbelsäule.

## Zusammenwirken der Kopfgelenke
Die Kopfgelenke ermöglichen eine sehr feine Abstufung der Bewegungen des Kopfes. Durch Kombinationen der Nickbewegungen der oberen und der Drehbewegungen der unteren Kopfgelenke sind Bewegungen in allen drei Raumebenen möglich.

## Schädigungen der Kopfgelenke
Bei einem Genickbruch – einem Bruch des Zahns des zweiten Halswirbels (Dens axis) – oder einem Riss der Bänder des Dens axis können das verlängerte Mark (Medulla oblongata) und das Rückenmark durchtrennt oder abgequetscht werden. Kommt es dabei zu einer Zerstörung des Atem- und des Kreislaufzentrums, so hat dies den sofortigen Tod zur Folge, vergleichbar einer Enthauptung. Besteht bei Verletzten ohne Spontanatmung der Verdacht auf eine Fraktur des Dens axis, so muss eine notwendige Intubation mit Vorsicht in Neutralstellung der Halswirbelsäule vorgenommen werden, um mögliche oder weitere Schädigungen von verlängertem Mark bzw. Rückenmark zu vermeiden. Rund 70 Prozent der Genickbrüche gehen mit einer Schädigung des Rückenmarks (im Halsbereich) einher, was bei Überlebenden zu dauerhaften Lähmungen führen kann (wie z. B. einer Tetraplegie). Dagegen gibt es auch heilbare Genickbrüche, die – bei korrekter Behandlung – keine dauerhaften Folgeschäden nach sich ziehen.

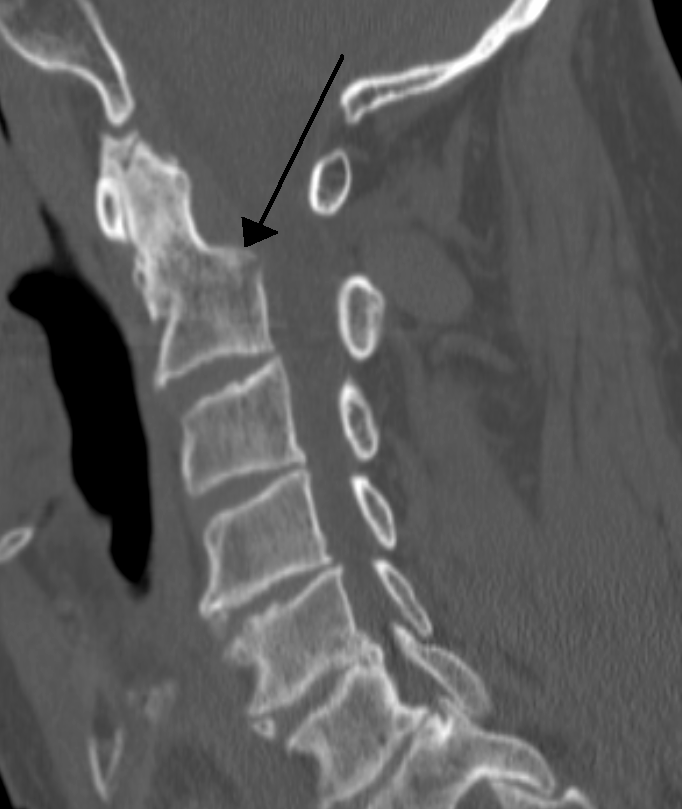
CT einer Fraktur des 2. Halswirbels

Eine fehlende oder unvollständige Ausbildung des Dens axis kann Ursache für eine Atlanto-axiale Subluxation sein. Dies kann die gleiche Symptomatik wie bei einem Genickbruch auslösen.
Sämtliche angeblichen „Instabilitäten“ der Kopfgelenke, die ohne Auffälligkeiten des ventralen Atlantodentalgelenks einhergehen, sind unbewiesene Behauptungen, die schulmedizinisch keine Relevanz besitzen und keine wie auch immer gearteten Beschwerden auslösen können.
Die Erklärung dafür ist, dass der Atlas der 1. Halswirbel ist, der ringförmig angelegt ist und sich um den Dens axis dreht. Dieser liegt im vorderen Abschnitt, weswegen er mit dem knöchernen vorderen Anteil des Atlasbogens artikuliert und das vordere Atlantodentalgelenk bildet. Die hintere Gelenkfläche des Dens axis artikuliert nur mit dem kreuzförmigen Ligamentum transversum atlantis, das rechts und links am Atlas fixiert ist sowie nach oben und unten am Hinterhaupt bzw. dem 2. Halswirbelknochen (Fasciculus longitudinalis superior und inferior). Der Dens axis ist außerdem an seiner Spitze am Hinterhauptknochen aufgehängt und hat zwei seitliche flügelförmige Bänder (Lig. alare), die ihn in seiner Position halten. Dadurch ist gesichert, dass der Dens axis nicht nach hinten auf das Rückenmark drücken kann, außer bei einem Bruch oder bei Hinrichtungen durch Erhängen.
Die Bänder kann man auf Röntgenbildern weder sehen noch beurteilen, daher werden sie bei einem Röntgenbefund meist nicht erwähnt. Ein dorsales knöchernes Atlantodentalgelenk gibt es also nicht, sondern nur eine hintere Gelenkfläche des Dens axis, die mit dem Ligamentum transversum atlantis artikuliert. Aufschluss über Position und Zustand von Dens und Axis liefert oft eine Röntgenaufnahme bzw. eine MRT, anhand deren auch etwaige Fehlbildungen ausgeschlossen werden können. Im Zuge der Röntgendiagnostik wird eine Aufnahme des Dens mit anterior-posteriorem Strahlengang vorgenommen und bei einem auffälligen Atlantodentalgelenk eine MRT der HWS. Zeigt sich hierbei ein unauffälliges Atlantodentalgelenk – gleichgültig ob eine Asymmetrie nach links oder rechts vorliegt, da dies eine häufige Normvariante ohne medizinische Relevanz darstellt –, liegt keine Instabilität der Kopfgelenke vor.